# Steinzeit Junior
Steinzeit Junior ist eine US-amerikanische Filmkomödie aus dem Jahr 1992 mit Brendan Fraser. Im Jahr 1996 entstand mit Das Girl aus der Steinzeit (auch Das Model aus der Vorzeit, Original: Encino Woman, auch California Woman) eine Fernsehfilm-Fortsetzung, die von Shawn Schepps inszeniert wurde.

## Handlung
Dave Morgan und Stoney Brown leben in Kalifornien, sie besuchen die High School. In einer Grube finden sie einen eingefrorenen Höhlenmenschen aus der Steinzeit, den sie auftauen. Sie taufen ihn Linkovic (Link).
Link mag Videospiele und Martial-Arts-Filme, isst gerne Hundefutter und Senf und trinkt gerne Shampoo und „Scharfe Soße“. Er besucht gemeinsam mit Dave und Stoney die High School, wo er als Austauschschüler aus Estland vorgestellt wird. Link wird in der Schule sehr beliebt.
Am Ende des Films finden Dave, Stoney und Link die Steinzeitfreundin von Link – welche ebenfalls eingefroren war. Und so nimmt die Geschichte ein Happy End.

## Kritik
„Alberne Teenager-Komödie, die alle satirischen Ansätze verschenkt und stattdessen mit Musikschnipseln und endlosem Sprücheklopfen aufdringlich Jugendverbundenheit bekundet.“

## Auszeichnungen
- Goldene Himbeere: Für Pauly Shore im Jahr 1993 als schlechtester Newcomer.